# Adonisea ernesta
Adonisea ernesta är en fjärilsart som beskrevs av Smith 1907. Adonisea ernesta ingår i släktet Adonisea och familjen nattflyn. Inga underarter finns listade i Catalogue of Life.